# Scarlxrd
Маріус Лукас-Антоніо Лістроп (англ. Marius Lucas-Antonio Listhrop), відомий під псевдонімом Scarlxrd — британський хіп-хоп-виконавець. Раніше входив до складу ню метал гурту Myth City. З 2016 року розпочав сольну кар'єру під іменем Scarlxrd. Його музика поєднує у собі елементи трепу і важкого металу; зокрема виконавець використовує скримінг. Насамперед відомий завдяки синглу «Heart Attack», який станом на березень 2020 року зібрав понад 75 млн переглядів на YouTube.Також став відомий завдяки тому, що одну з його пісень, а саме уривок з пісні «KING, SCAR» додали у музичний набір у грі Counter-Strike: Global Offensive

## Біографія
Народився 19 червня 1994 року у місті  Вулвергемптон, Велика Британія. Ще з дитинства захоплювався бітбоксом і танцями, а також грав на кількох музичних інструментах. Виховувася без батька, який помер, коли Маріус був ще зовсім маленький. Коли у його матері виникли фінансові труднощі, він вирішив започаткувати свій канал на YouTube під назвою «Mazzi Maz». Невдовзі на канал підписалося більше 100 тисяч чоловік, а вже через півроку кількість його підписників перетнула позначку в 700 тисяч осіб. Маріуса почали запрошувати на телебачення, але невдовзі він вирішив закінчити кар'єру відеоблогера і присвятити себе музичній кар'єрі.
Заснувавши ню метал гурт Myth City, протягом двох років їздив турами по всій Великій Британії; у цей період свого життя також захопився творчістю Linkin Park і Мериліна Менсона. Згодом зважився на сольну кар'єру та покинув гурт. 2016 року під псевдонімом Scarlxrd випустив свій дебютний альбом — «Sxurce Xne». У липні 2016 року світ побачили альбоми «Savixur» та «Annx Dxmini», а у серпні 2016 року вийшло ще два мікстейпи — «Rxse» і «lxrd».
2017 року світ побачив альбом під назвою «Chaxsthexry». 23 червня 2017 року вийшов відеокліп на пісню «Heart Attack», який приніс виконавцю справжній успіх, за півроку відео набрало близько 20 мільйонів переглядів. Восени вийшов альбом «Lxrdszn». Загалом знято відеокліпи на такі треки виконавця: «Heart Attack», «Lies Yxu Tell», «6 Feet», «King, Scar» і «Bands».
Навесні 2018 року Маріус взяв участь у записі пісні «Up Now», яка увійшла до другого студійного альбому репера Carnage — «Battered Bruised & Bloody». 4 травня 2018 року Маріус презентував свій новий альбом — «Dxxm».

## Стиль

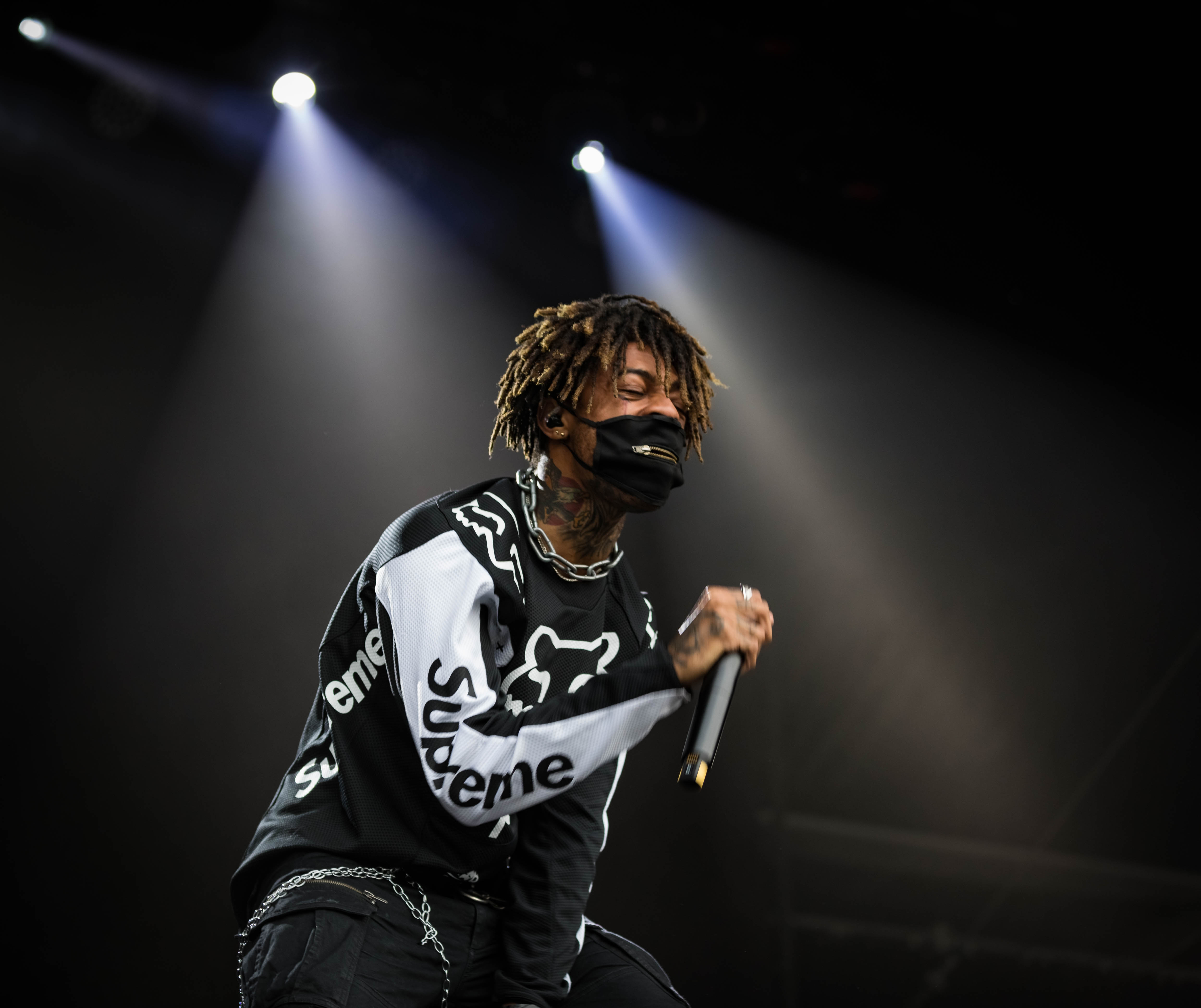
Scarlxrd на концерті 2018 року

Scarlxrd називає свою музику «треп металом», а також належить до руху СаундКлауд репу. Музичний журнал «New Musical Express» описав його стиль такими словами: «вокал з криком, клаустрофобські треп біти та раптові вибухи дисторшн гітари, яка розриває вуха». З дитинства слухав важкий метал та таких реп-виконавців як Missy Elliott, Nelly та Eminem, які мали визначний вплив на його творчість. Scarlxrd також стверджував, що заснував гурт Myth City під впливом рок-гуртів Linkin Park та Rage Against the Machine.
Свій зовнішній вигляд та стиль одягу виконавець запозичив з японської культури, зокрема аніме. Аби відокремити себе від колишньої ютюб-діяльності, почав носити медичну маску, яку вибрав завдяки японській манзі «Токійський людожер». За словами самого Scarlxrd, свій зовнішній вигляд він формував завдяки американському метал-гурту Slipknot.

## Дискографія

### Студійні альбоми
| Назва                | Деталі альбому                                                                         | Найвища позиція в чартах |
| Назва                | Деталі альбому                                                                         | BG                       |
| -------------------- | -------------------------------------------------------------------------------------- | ------------------------ |
| スカー藩主           | - Реліз: 21 жовтня 2016 - Лейбл: Lxrd Records - Формат: DL                             | —                        |
| Rxse                 | - Реліз: 9 грудня 2016 - Лейбл: Lxrd Records - Формат: DL                              | —                        |
| Cabin Fever          | - Реліз: 10 лютого 2017 - Лейбл: Lxrd Records - Формат: DL                             | —                        |
| Chaxsthexry          | - Реліз: 1 квітня 2017 - Лейбл: Lxrd Records - Формат: DL                              | —                        |
| Lxrdszn              | - Реліз: 29 вересня 2017 - Лейбл: Lxrd Records - Формат: DL                            | —                        |
| Dxxm                 | - Реліз: 4 травня 2018 - Лейбл: Island Records, Lxrd Records - Формат: CD, LP, CS, DL  | 180                      |
| Infinity             | - Реліз: 15 березня 2019 - Лебл: Island Records, Lxrd Records - Формат: CD, LP, CS, DL | 163                      |
| Immxrtalisatixn      | - Реліз: 4 жовтня 2019 - Лейбл: Island Records, Lxrd Records - Формат: CD, LP, CS, DL  | —                        |
| Acquired Taste Vxl 1 | - Реліз: 13 грудня 2019 - Лейбл: Island Records, Lxrd Records - Формат: CD, LP, CS, DL | —                        |
| Scarhxurs            | - Реліз: 28 лютого 2020 - Лейбл: Island Records, Lxrd Records - Формат: DL             | —                        |
| Fantasy Vxid         | - Реліз: 12 червня 2020 - Лейбл: Island Records, Lxrd Records - Формат: DL             | —                        |
| Dxxm II              | - Реліз: 5 лютого 2021 - Лейбл: Lxrd Records - Формат: DL                              | —                        |
| DeadRising           | - Реліз: 29 жовтня 2021 - Лейбл: Lxrd Records - Формат: DL                             | —                        |

### Мініальбоми
- Thrxwaways As Prxmised  (2019) [15]
- FantasyVxid; Intrx (2020) [16]
- FantasyVxid; Spring (2020)
- FantasyVxid; Autumn (2020)
- FantasyVxid; Winter (2020)
- FantasyVxid; Summer (2020)
- LXRDMAGE  with Ghostemane (2021)

### Інші релізи
- Annx Dxmini (2016; доступний лише на SoundCloud)
- Practice (EP, as TAKA LXRD; 2021; доступний лише на YouTube, Spotify і SoundCloud)[17]

### В якості запрошеного виконавця
| Назва                                                         | Рік  | Альбом                |
| ------------------------------------------------------------- | ---- | --------------------- |
| "No/Way" (Zoda featuring Scarlxrd and King OM)                | 2016 | н/в                   |
| "Dead Desert" (Trippie Redd featuring Scarlxrd and ZillaKami) | 2021 | Neon Shark vs Pegasus |
| "PYRO (Remix)" (Killy featuring Scarlxrd)                     | 2021 | KILLSTREAK 2          |